# Грибко Денис Юрійович
Денис Юрійович Грибко (19 червня 1990, м. Мінськ, СРСР) — білоруський хокеїст, захисник. Виступає за ХК «Вітебськ» у Вищій хокейній лізі.
Хокеєм займається з 1998 року, перший тренер — Володимир Заблоцький. Виступав за «Юніор» (Мінськ), «Юність» (Мінськ), «Юність» (Мінськ) (МХЛ), ХК «Вітебськ», «Металург» Жлобин.
У складі юніорської збірної Білорусі учасник чемпіонату світу 2008.
Досягнення
- Чемпіон Білорусі (2011)
- Учасник матчу усіх зірок МХЛ (2010).